# Добреску, Димитрие
Димитрие Добреску (рум. Dimitrie Dobrescu; ок. 1852 — 13 февраля 1934, Бухарест) — румынский политический и государственный деятель, юрист. Председатель Сената Румынии (1918). Министр юстиции (1918). Примар г. Бухарест (1911—1912).

## Биография
Изучал право в Парижском университете. После возвращения на родину поступил на работу в магистратуру, в 1883 году стал судьёй трибунала округа Илфов.
Вступил в Консервативную партию, был избран генеральным секретарем государственных владений в 1884 году. В 1890 году стал советником апелляционного суда Бухареста. В 1890—1895 годах — секретарь Министерства сельского хозяйства, промышленности, торговли и земель. Впоследствии возглавил отдел налогов и претензий в Министерстве финансов Румынии.
В 1911 году избран депутатом Палаты депутатов Румынии, в 1912 году стал сенатором. Одновременно с 1911 по 1912 год был префектом полиции и примаром Бухареста.
С марта по июнь 1918 года занимал пост министра юстиции в кабинете Александру Маргиломана. После этого стал председателем Сената и проработал в должности до ноября. В 1925 году стал советником Счётной палаты Румынии.